# دانيال اندروز
دانيال اندروز (بالإنجليزية: Daniel Andrews)‏ هو سياسي أسترالي، ولد في 6 يونيو 1972 في أستراليا. حزبياً، نشط في حزب العمل الأسترالي (فرع فكتوريا) ‏. وقد انتخب Premier of Victoria ‏ (4 ديسمبر 2014 – ) وانتخب عضو الجمعية التشريعية فيكتوريا عن دائرة Electoral district of Mulgrave (Victoria) ‏ (20 نوفمبر 2002 – ) وانتخب Leader of the Opposition (Victoria) ‏ (3 ديسمبر 2010 – 4 ديسمبر 2014).

## وصلات خارجية
- الموقع الرسمي